# Kreisgericht (Preußen)
Kreisgericht hieß im Königreich Preußen seit 1849 einheitlich das Gericht erster Instanz. Für den Bezirk von Städten über 50.000 Einwohnern konnten besondere Gerichte gebildet werden, denen die Bezeichnung „Stadtgericht“ beigelegt wurde. 30 Jahre später wurde mit der reichseinheitlichen Gerichtsverfassung von 1877 (in Kraft ab 1. Oktober 1879) die noch heute gültige Bezeichnung Landgericht für das Kollegialgericht 1. Instanz eingeführt, zugleich wurden Amtsgerichte eingerichtet, die in Zivilsachen mit Einzelrichtern besetzt waren. Vorläufer des Kreisgerichts war seit 1806/1808 in der Regel das Land- und Stadtgericht, es gab aber auch Gerichte erster Instanz mit anderer Bezeichnung. 

## Kreisgerichte 1849–1879
Infolge Aufhebung der „Privatgerichtsbarkeit“, worunter vor allem die Patrimonialgerichtsbarkeit des Landadels bzw. der Gutsherrschaften (wozu auch Städte, geistliche Körperschaften und Bildungseinrichtungen gehören konnten) zu verstehen war, sowie der weitgehenden Aufhebung des besonderen persönlichen Gerichtsstandes bestimmter Klassen von Staatsbürgern (Adel, Studenten, Klerus) wurde eine einheitlichere Gerichtsverfassung eingeführt, in den preußischen Provinzen die Gerichtsbezirke neu umschrieben und die Aufgaben der Instanzgerichte neu umrissen. Als Eingangsgericht erster Instanz wurden überall – mit Ausnahme des größten Teils der Rheinprovinz – Kreisgerichte eingeführt. Daneben wurden in den damals größten Städten (mit mindestens 50.000 Einwohnern) eigene Stadtgerichte eingerichtet. Nur Berlin, Breslau und Königsberg waren Sitz solcher Stadtgerichte; Danzig und Magdeburg hatten kombinierte Stadt- und Kreisgerichte. Für die übrigen Städte und die ländlichen Regionen waren Kreisgerichte zuständig, im Jahre 1850 236 an der Zahl. Der Gerichtsbezirk war an die Verwaltungsbezirke (Kreise) angelehnt, konnte aber auch hiervon abweichen. Sitz des Gerichtes zwar meist in der Kreisstadt als dem Sitz der Kreisverwaltung. In 34 Fällen war ein Kreisgericht für zwei Kreise zuständig. Im Durchschnitt war ein Kreisgericht für 50.000 Einwohner zuständig.
Jedes Kreisgericht verfügte über einen Kreisgerichts-Direktor und mindestens fünf, ausnahmsweise vier richterliche Mitglieder (Kreisgerichts-Räte bzw. Kreisrichter).
Mit den Kreisgerichten waren Gerichtskommissionen und Gerichtsdeputationen verbunden. Dies waren Außenstellen des Gerichtes in anderen Orten des Kreisgebietes. Eine Gerichtskommission bestand aus einem Einzelrichter (der gleichzeitig Richter des Kreisgerichtes war) und nicht-richterlichem Personal. Er entschied über Zivilrechtsfälle in seinem Sprengel unterhalb bestimmter Wertgrenzen. Gerichtsdeputationen entsprachen heutigen Außenkammern, sie waren also mit mehreren, mindestens drei Richtern besetzt und konnten daher auch Fälle entscheiden, für die ein kollegial besetztes Gericht erforderlich war.

## Kreisgerichte vor 1849

### In der Rheinprovinz bis 1820
Vor 1849 war die Gerichtsorganisation in Preußen heterogen und damit ein Spiegel des ebenso zersplitterten materiellen Rechts. Allerdings hatte die preußische Justizverwaltung bei Übernahme der Verwaltung in den bis 1814 unter französischer Hoheit stehenden Rheinlanden nicht nur den Code civil in Geltung gelassen, sondern sich auch für den Fortbestand der französischen Gerichtsverfassung entschieden. So war in den Provinzen Jülich-Kleve-Berg und Großherzogtum Niederrhein „Kreisgericht“ von 1814 bis 1820 die Bezeichnung der bisherigen französischen Tribunale 1. Instanz. Es bestanden folgende Kreisgerichte:
| Kreis-/Handelsgericht         | Sitz             | Appellationsgericht        | Anmerkungen               |
| ----------------------------- | ---------------- | -------------------------- | ------------------------- |
| Kreisgericht Düsseldorf       | Düsseldorf       | Appellationshof Düsseldorf |                           |
| Kreisgericht Mülheim am Rhein | Mülheim am Rhein | Appellationshof Düsseldorf |                           |
| Kreisgericht Aachen           | Aachen           | Appellationshof Köln       |                           |
| Kreisgericht Köln             | Köln             | Appellationshof Köln       |                           |
| Kreisgericht Bonn             | Bonn             | Appellationshof Köln       |                           |
| Kreisgericht Malmedy          | Malmedy          | Appellationshof Köln       | 1819 mit Aachen vereinigt |
| Kreisgericht Krefeld          | Krefeld          | Appellationshof Köln       |                           |
| Kreisgericht Kleve            | Kleve            | Appellationshof Köln       |                           |
| Kreisgericht Trier            | Trier            | Appellationshof Trier      |                           |
| Kreisgericht Echternach       | Echternach       | Appellationshof Trier      | 1815 verlegt nach Bitburg |
| Kreisgericht Kusel            | Kusel            | Appellationshof Trier      |                           |
| Kreisgericht St. Wendel       | St. Wendel       | Appellationshof Trier      |                           |
| Kreisgericht Saarbrücken      | Saarbrücken      | Appellationshof Trier      |                           |
| Kreisgericht Simmern          | Simmern          | Appellationshof Trier      |                           |
| Kreisgericht Koblenz          | Koblenz          | Appellationshof Trier      |                           |
| Kreisgericht Prüm             | Prüm             | Appellationshof Trier      |                           |

Schon 1820 wurden diese aufgelöst und durch Landgerichte in Aachen, Düsseldorf, Kleve, Koblenz, Köln, Saarbrücken und Trier ersetzt, deren Bezirke also umfangreicher waren.

### In Neuvorpommern
Für das bis 1814 schwedische Neuvorpommern wurde „vorläufig“ die besondere Gerichtsverfassung mit Stadtgerichten und Kreisgerichten auf der Eingangsstufe beibehalten; 1849 wurden diese Stadtgerichte und Kreisgerichte aufgelöst und drei neue Kreisgerichte nach der regelmäßigen Verfassung der anderen Gerichtsbezirke in Pommern gestaltet.

### Patrimonialgericht 1814 bis 1849
Als Kreisgerichte wurden bis 1849 auch noch einige Patrimonialgerichte bezeichnet. Das Patent wegen Wiedereinführung des Allgemeinen Landrechtes und der Allgemeinen Gerichtsordnung, in die von den Preußischen Staaten getrennt gewesenen und denselben wiedervereinigten Provinzen vom 9. September 1814 führte zu einer Wiedereinführung der Patrimonialgerichtsbarkeit, die während der Franzosenzeit abgeschafft wurde. § 20 des Patents regelte aber eine sehr restriktive Wiedereinführung. Die Patrimonialrichter mussten Volljuristen sein und die Gerichte im Regelfall mehrere Richter haben, um auch als Kammer zusammentreten und kollegial Urteile fällen zu können. Dort, wo dies für den Gutsherren unwirtschaftlich war, konnte es seine Gerichtsbarkeit an staatliche Gerichte abtreten oder sich anderen Patrimonialgerichten anschließen, um gemeinsam die notwendige Größe zu erreichen. Explizit geraten wurde zur Bildung von Kreisgerichten, also dem Zusammenschluss der Patrimonialgerichte auf Kreisebene.
Mit der Abschaffung der Patrimonialgerichtsbarkeit 1849 wurden diese Kreisgerichte aufgelöst.